# ملا هادي (مقاطعة فسا)
ملا هادي (بالإنجليزية: Mazraeh-ye Molla Hadi)‏ هي human-geographic territorial entity تقع في فارس في إيران.